# Lecidella wulfenii
Lecidella wulfenii är en lavart som först beskrevs av Hepp, och fick sitt nu gällande namn av Körb. Lecidella wulfenii ingår i släktet Lecidella och familjen Lecanoraceae.  Arten är reproducerande i Sverige. Inga underarter finns listade i Catalogue of Life.